# FC Osaka
El FC Osaka (FC大阪 'Efu Shi Osaka'?) es un equipo de fútbol del Japón que juega en la J3 League, la tercera división del país.

## Historia
Fue fundado en el año 1996 en la ciudad de Osaka y es uno de los varios clubes activos de la ciudad, a la sombra de los equipos grandes de Osaka como Gamba Osaka y Cerezo Osaka. Nunca han jugado en la J League.
El 20 de noviembre de 2022 logra el ascenso a la J3 League por primera vez en su historia luego. El equipo de Higashiōsaka luego de ocho temporadas consecutivas en la JFL.

## Palmarés
- Liga Regional de Kansai: 1

2013

## Clubes Afiliados
- Sporting de Macau[1]